# بیلو (استان دوبریچ)
بیلو (به بلغاری: Bilo) یک منطقهٔ مسکونی در بلغارستان است که در شهرستان کاوارنا واقع شده‌است.